# Цзюй Вень-бінь
Цзюй Вень-бінь (кит.: 朱文彬; нар. 5 липня 1969, Республіка Китай (Тайвань)) — тайванський футболіст та тренер, виступав на позиції захисника.

## Життєпис
Протягом клубної кар'єри виступав на позиції захисника в «Татунзі», у 2005 році визнавався одним з найкращих захисників чемпіонату Тайваню. Також грав за національну збірну Китайського Тайбею.
Як трене Цзю очолював молодшою середньою школою Куан Фу Хуаляня та дівочу збірну Китайського Тайбею (WU-17). Потім тренував жіночу футбольну команду Хуалянської фізичної експериментальної середньої школи.